# 에리크 9세

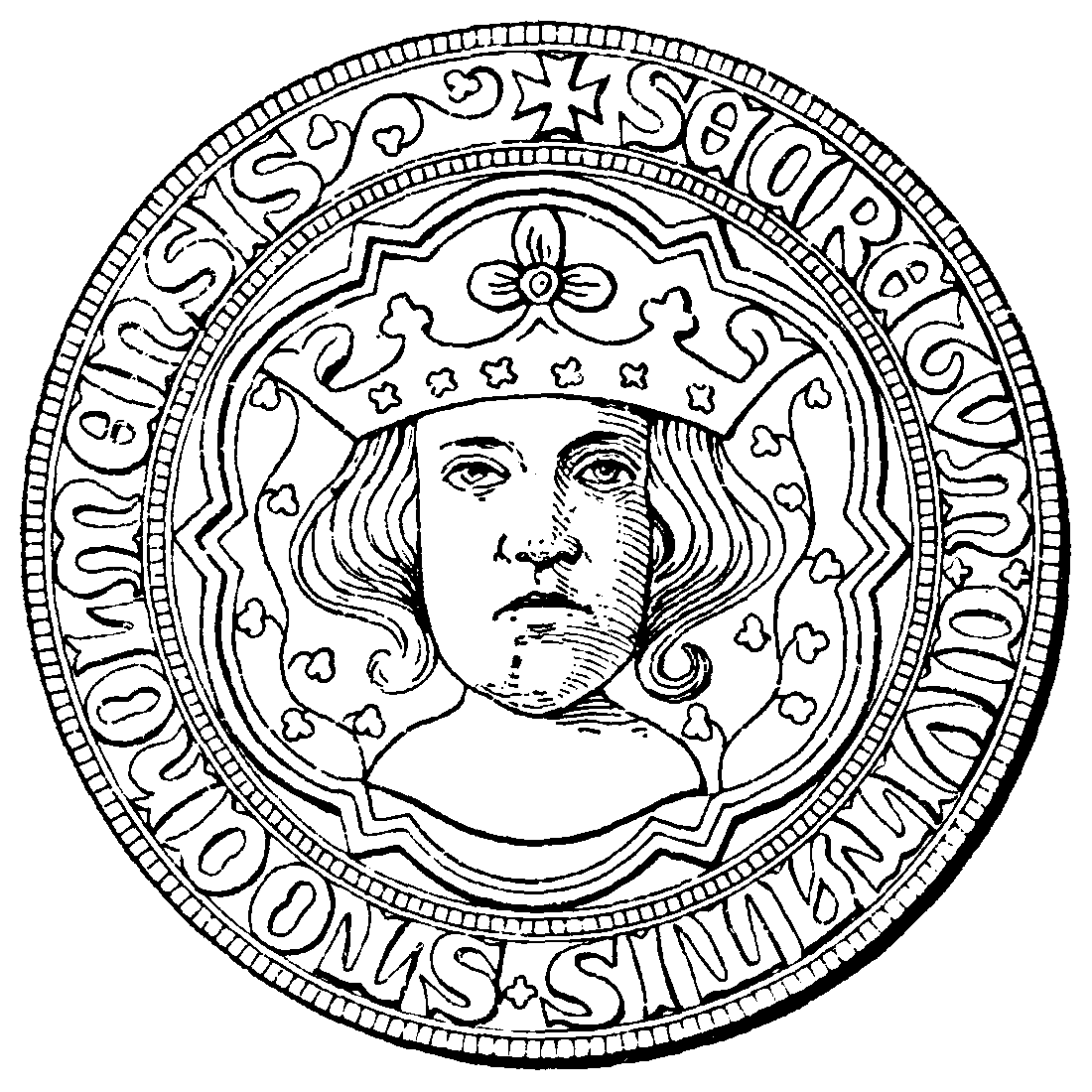
에리크 9세의 인장

에리크 9세(스웨덴어: Erik VIX, 1120년경 ~ 1160년 5월 18일) 또는 에리크 예드바르드손(스웨덴어: Erik Jedvardsson)은 스웨덴의 국왕(재위: 1156년 ~ 1160년 5월 18일)이다. 에리크가 출신이며 상트에리크(스웨덴어: Sankt Erik)라는 별칭으로 부르기도 한다. 스웨덴 역사상 최초로 루터교 성인이 된 군주이기도 하다.

## 생애
잉글랜드 왕국의 영향을 받은 선교사인 예드바르드(Jedvard)의 아들로 태어났다. 1156년 스베르케르가(Sverker) 출신의 스베르케르 1세 국왕이 피살되면서 스웨덴의 국왕으로 즉위했다.
잉글랜드 출신의 웁살라 대주교인 헨리크(Henrik)와 함께 제1차 스웨덴 십자군을 일으키면서 핀란드를 정복했다. 에리크 9세 국왕의 명령을 받은 헨리크 대주교는 핀란드에 기독교를 전파하는 역할을 수행했다.
재위 기간 동안에는 스웨덴 고유의 법전인 《에리크 법전》을 제정했다. 또한 덴마크 오덴세 출신 베네딕도회 신자들에게는 웁살라 구 시가지에 수도원들을 건립할 것을 지시하는 한편 유럽 전역에 기독교 신앙을 전파하는 역할을 수행했다. 이러한 이유 때문에 "성왕"(聖王)이라는 별칭이 붙었으며 스웨덴의 수도인 스톡홀름의 수호성인으로 여겨지고 있다.
1160년 5월 18일 웁살라에서 스베르케르가(Sverker) 출신의 칼 스베르케르손(Karl Sverkersson, 칼 7세)의 지원을 받은 망누스(Magnus, 망누스 2세)에 의해 살해당했다.
덴마크의 에스트리센가(Estridsen) 출신인 크리스티나 비에른스도테르(Kristina Björnsdotter)와 결혼했으며 슬하에 4명의 자녀를 두었다. 그의 자녀로는 아들인 크누트 에릭손(Knut Eriksson, 스웨덴의 크누트 2세 국왕), 딸인 마르가레타 에릭스도테르(Margareta Eriksdotter, 노르웨이의 스베레 시구르손 국왕의 아내) 등이 있다.
| 전임 스베르케르 1세 | 스웨덴의 국왕 1156년 ~ 1160년 | 후임 망누스 2세 |